# トッド・クレバー
トッド・クレバー（Todd Clever、1983年1月16日 - ）は、アメリカ合衆国の元ラグビー選手。

## プロフィール
- アメリカ・カリフォルニア州パームスプリングス出身。
- ポジションはフランカー(FL)。
- 身長 188cm、体重 89kg
- アメリカ代表通算キャップ数は76で歴代トップ。
- ラグビーワールドカップ2003・ラグビーワールドカップ2007・ラグビーワールドカップ2011のアメリカ代表に選ばれてラグビーワールドカップ2011の時は主将を務めた[1]。
- 7人制アメリカ代表に選ばれたことがある[2]。

## 略歴
ノースハーバー、ゴールデン・ライオンズ、ライオンズを経て、2010年、サントリーサンゴリアスに加入。同年9月19日にジャパンラグビートップリーグ第3節NECグリーンロケッツ戦に途中出場で日本での公式戦初出場を果たす。
2012年、NTTコミュニケーションズシャイニングアークスに加入。
2015年、NTTコミュニケーションズシャイニングアークスを退団後、ニューカッスル・ファルコンズを経て、2018年、オースティン・ギルグロニスに加入。同年、現役を引退した。